# Leons Identität
Leons Identität – Ein exploratives Abenteuer ist ein deutsches Point-and-Click-Adventure aus der Egoperspektive, das 2020 im Auftrag der Staatskanzlei und des Ministeriums des Innern des Landes Nordrhein-Westfalen vom btf Game Department entwickelt wurde. Das Spiel wurde von der USK ab 12 Jahren freigegeben.

## Handlung
Das Abenteuerspiel wird aus der Perspektive von Jonas erzählt, der seinen vermissten Bruder sucht. Dazu erkundet er das Jugendzimmer seines drei Jahre älteren Bruders. Nach einem Streit mit seinen Freunden, insbesondere seiner Flamme Lina und Elyas, ist dieser in die rechte Szene abgedriftet und hat sich augenscheinlich der Atavistischen Aktion angeschlossen. Wie ein Detektiv wertet Jonas die Spuren aus und muss versuchen seinen Bruder zu überzeugen, aus der rechten Szene auszusteigen.
Das Spiel verfügt über zwei mögliche Enden: Jonas kann seinen Bruder überzeugen, aus der Szene auszusteigen oder der Versuch schlägt fehl.

## Pädagogik
Das Spiel dient der Extremismus-Prävention und soll die Medienkompetenz von jungen Menschen stärken. Laut Medien-Staatssekretär Nathanael Liminski wurde es auch für den Einsatz an Schulen konzipiert.
Es enthält Anspielungen auf die wirklichen Medien der rechten Szene sowie der Gamerkultur in leichter Abwandlung. So ist die „Atavistische Aktion“ der Identitären Bewegung nachempfunden. Bezug genommen wird mit fiktiven Interpreten auf die Rolle des NS-Raps in der rechten Szene und auch Medien wie Arcadi und auf das Magazin Compact wird angespielt. Auch finden sich rechte Codes wie der Große Austausch im Spiel. Die Anspielungen werden auf der Website zum Spiel erklärt.

## Entstehung
Bildundtonfabrik (btf) entwickelte das Spiel auf Basis der Unreal Engine 4. Das Spiel entstand mit der Expertise des Verfassungsschutzes Nordrhein-Westfalen. Die Produktionskosten des Spiels betrugen 225.000 Euro.
Das Spiel wurde erstmals am 21. August 2020 vom nordrhein-westfälischen Innenminister Herbert Reul (CDU) im Ministerium des Inneren in Düsseldorf vorgestellt. Es folgte eine Veröffentlichung als Download für Windows-PCs, Linux und Mac sowie als Browsergame über eine eigene Website zum Spiel, die auch Hintergrundinformationen enthält. Eine Veröffentlichung als  mobile Variante für Smartphones sind ebenfalls geplant, aber noch nicht umgesetzt.